# Großenwörden
Großenwörden (plattdeutsch Grootwöörn) ist ein Dorf und eine Gemeinde im Landkreis Stade in Niedersachsen. Die Gemeinde gehört der Samtgemeinde Oldendorf-Himmelpforten an, die ihren Verwaltungssitz in der Gemeinde Himmelpforten hat. Der Ort wurde erstmals 1255 als Wurden in einer Schenkungsurkunde des Ritters Friedrich von Haseldorf II. erwähnt.

## Geographie
Großenwörden liegt in der Marsch der Oste am Rande zum Kehdinger Moor. Am Nordwestrand der Gemeinde mündet die Rönne in die Oste.
Nachbarorte sind Hüll im Norden, Dornbuschermoor, Theisbrüggermoor und Drochtersen im Nordosten, Aschhornermoor, Drochtersermoor und Gauensiekermoor im Osten, Engelschoff und Neuland im Südosten, Wisch im Süden, Kleinwörden, Hechthausen und Bornberg im Südwesten, Basbeck und Sethlerhemm im Westen und Osten, Altendorf und Rönndeich im Nordwesten.

## Geschichte
Vor 1885 gehörte Großenwörden zum Amt Himmelpforten. 1885 wurde die Gemeinde Teil vom Kreis Neuhaus, wechselte aber 1932 mit Hüll und Neuland zum jetzigen Landkreis Stade.
Im Zuge der Gebietsreform wurde Großenwörden zum 1. Juli 1972 Mitgliedsgemeinde der Samtgemeinde Himmelpforten, die mit der Samtgemeinde Oldendorf am 1. Januar 2014 zur neuen Samtgemeinde Oldendorf-Himmelpforten fusionierte.

### Einwohnerentwicklung
- 1848:[2] 518 Personen 87 Häuser
- 1858:[3] 544
- 1910:[4] 508
- 1925:[5] 454
- 1933:[5] 467
- 1939:[5] 586
- 1988:[6] 461
- 1993:[6] 460
- 1998:[6] 490
- 2003:[6] 476
- 2008:[6] 459
- 2012:[6] 462

### Religion
Großenwörden ist evangelisch-lutherisch geprägt und gehört zur Kirchengemeinde Horst in Burweg/Großenwörden. Für die wenigen Katholiken ist die Kirchengemeinde Heilig Geist in Stade zuständig.

## Politik

### Gemeinderat
Der Rat der Gemeinde Großenwörden besteht aus sieben Ratsfrauen und Ratsherren. Dies ist die festgelegte Anzahl für die Mitgliedsgemeinde einer Samtgemeinde mit einer Einwohnerzahl bis zu 500 Einwohnern. Die Ratsmitglieder werden durch eine Kommunalwahl für jeweils fünf Jahre gewählt. Die aktuelle Amtszeit begann am 1. November 2021 und endet am 31. Oktober 2026.
Die letzte Kommunalwahl von September 2021 ergab:
| Partei/ Wählergruppe  | Stimmenanteil | Sitze |
| --------------------- | ------------- | ----- |
| WG Großenwörden (WGG) | 100 %         | 7     |

| Partei/ Wählergruppe  | 2016 | 2011 | 2006 |
| --------------------- | ---- | ---- | ---- |
| WG Großenwörden (WGG) | 7    | 7    | 7    |

### Bürgermeister
Der Gemeinderat wählte das Gemeinderatsmitglied Martin Doerksen (WG Großenwörden) zum ehrenamtlichen Bürgermeister für die aktuelle Wahlperiode.
Gemeindevorsteher:
- 1856–1862: Johann Hinrich von Holten
- 1862–1868: Ernst Friedrich von Rönn
- 1868–1873: Claus Hinrich Bammann
- 1874–1916: Johann Oelrich
- 1916–1933: Ernst von Rönn

Bürgermeister:
- 1933–1945: Gustav Schlichting
- 1945–1946: Heinrich von der Lieth
- 1946–1968: Hinrich Braack
- 1968–1991: Gerhard Doerksen
- 1991–2001: Erich Kahrs
- 2001–2006: Hubert von der Lieth
- 2006–2021: Bernhard Witt
- seit 2021: Martin Doerksen

### Wappen
Blasonierung: „In Grün ein silberner erniedrigter Wellenbogen; oben ein silbernes Fachwerkhaus mit silbernem Stirngiebel und roter Ausfachung; unten fächerförmig ein silberner Erlenzweig mit rechts zwei Zäpfchen und links einem Blatt.“
Das Gemeindewappen, im Frühjahr 2001 von dem Bremer Heraldiker Horst Scheffler gestaltet, zeigt auf wiesengrünem Grund das ortstypische Niedersachsenhaus mit roter Ausfachung und silbernem Fachwerk sowie einen silbernen Wellenbogen, der den Großenwördener Ostebogen symbolisiert. Ein Erlenzweig weist auf die Erlenbestände hin, die in Großenwörden die Entwässerungsgräben säumen.

## Kultur und Sehenswürdigkeiten

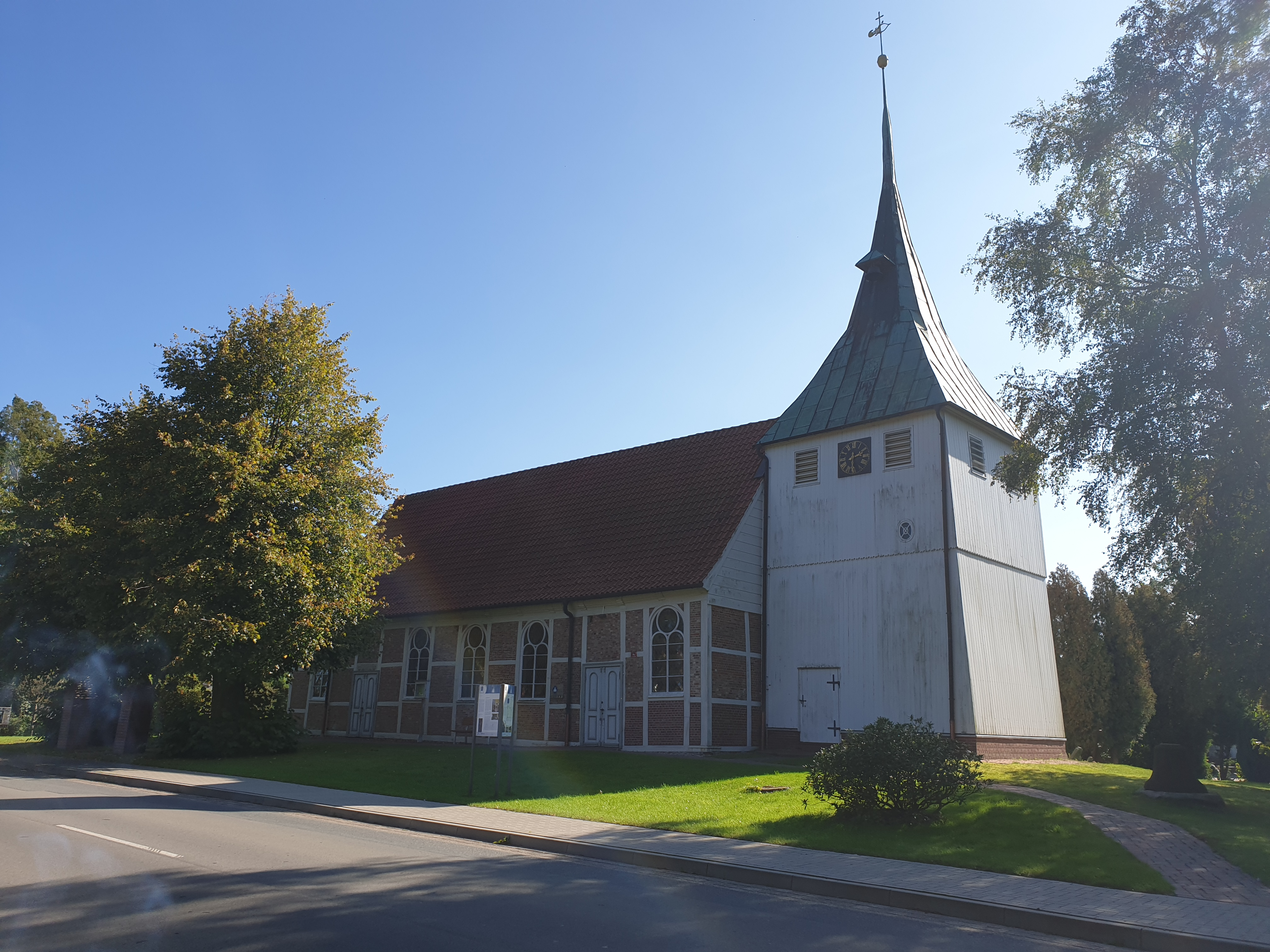
Marienkirche zu Großenwörden

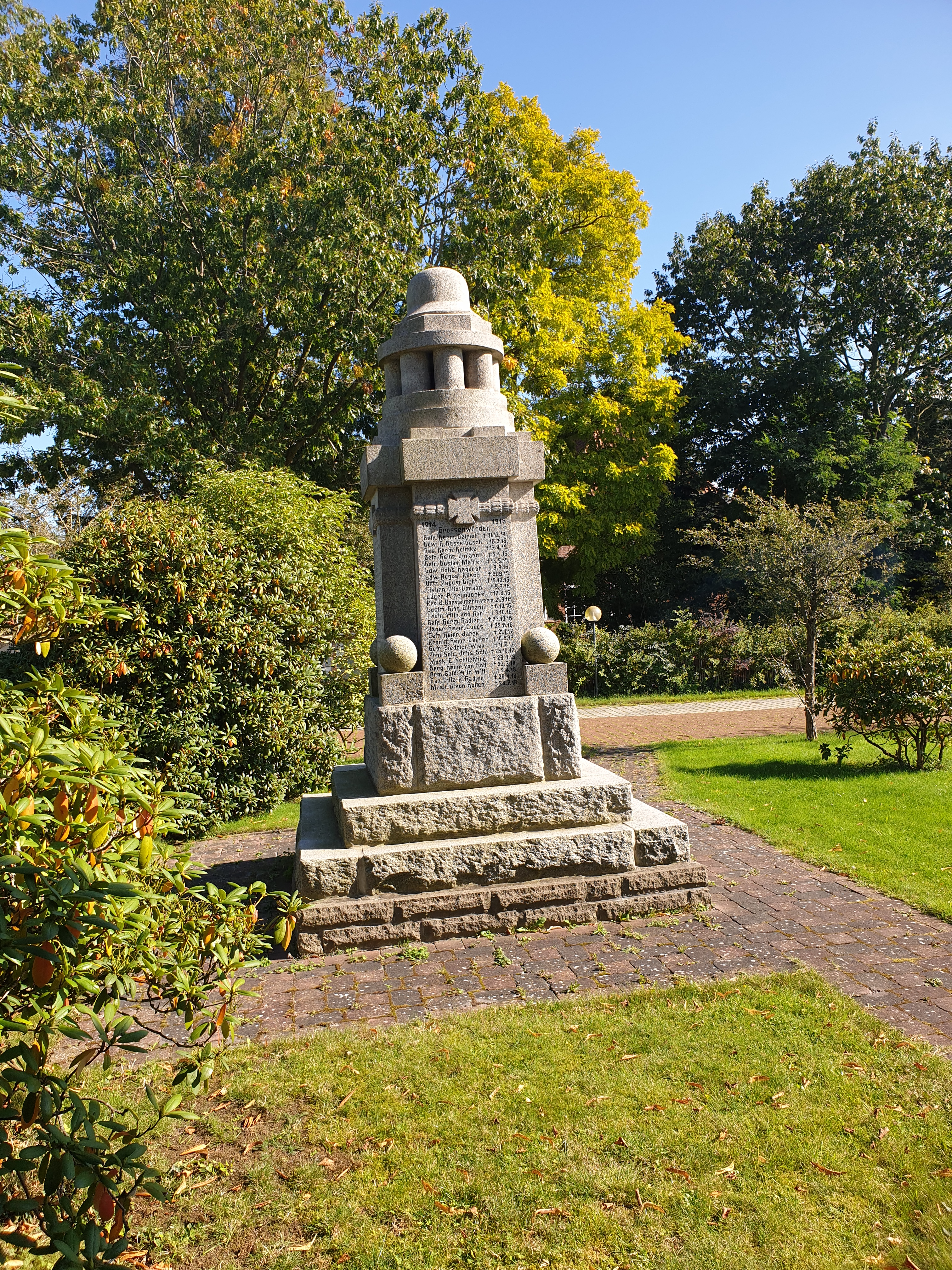
Kriegerdenkmal

### Bauwerke
- Marienkirche: Einschiffiger Fachwerkbau mit vierseitiger Apsis und hölzernem Glockenturm von 1636
- Kriegerdenkmal
- Die Sage vom Pappenheimer Loch

### Regelmäßige Veranstaltungen
- 1. Advent: Weihnachtsmarkt am Großenwördener Hof

## Wirtschaft und Infrastruktur

### Verkehr
Der nächste Bahnhof liegt 8 km entfernt in Himmelpforten an der Niederelbebahn.

### Bildung
Die Volksschule in Großenwörden wurde 1975 geschlossen. seither besuchen die Schüler aus Großenwörden die Grundschule in Himmelpforten und weiterführende Schulen in Himmelpforten (Oberschule mit Gymnasialzweig) und Stade (Vincent-Lübeck-Gymnasium).

### Unternehmen
In der Dorfstraße hatte die Volksbank Stade-Cuxhaven eine Filiale, die am 28. April 2017 geschlossen wurde.

### Tourismus

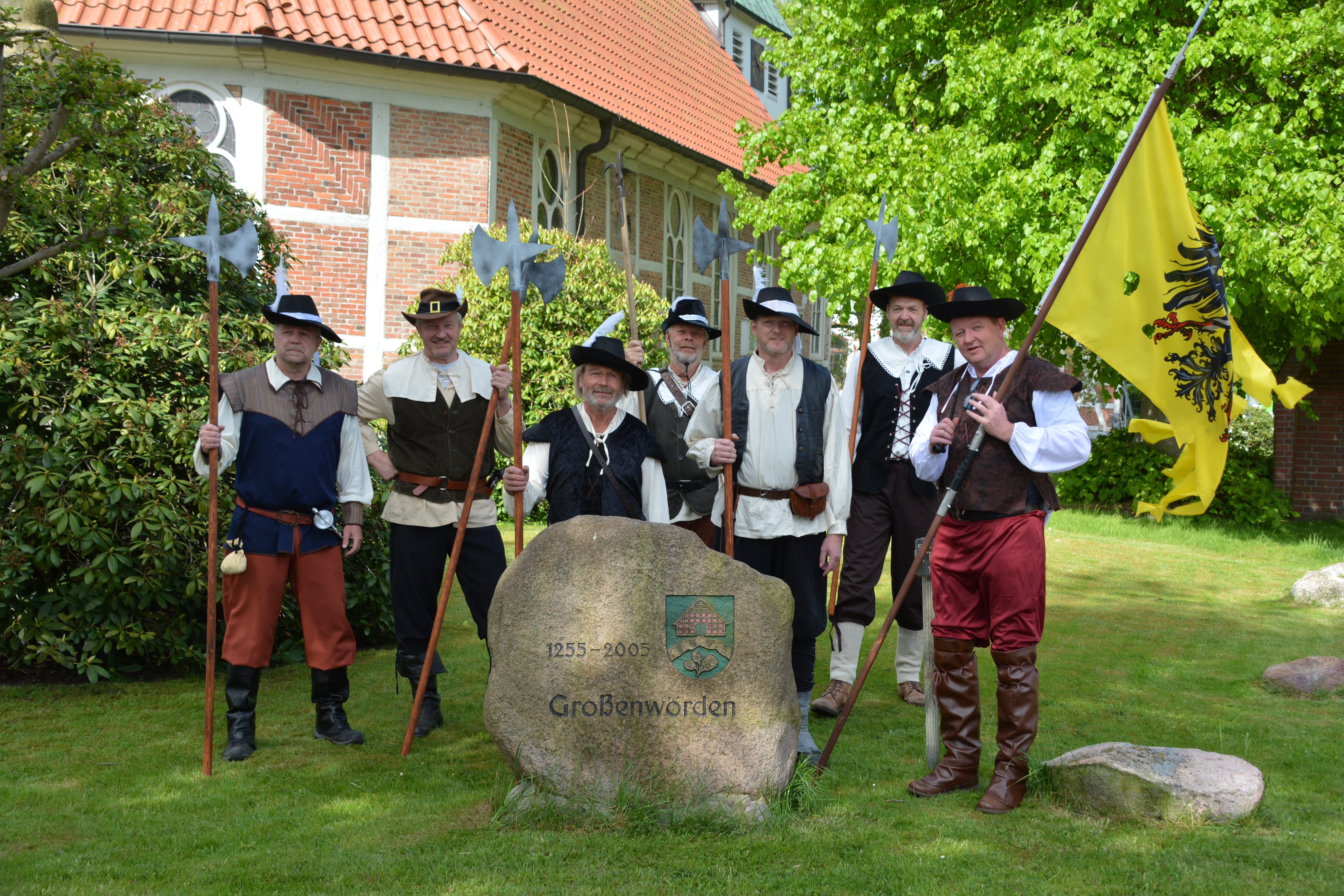
Die Sage vom „Pappenheimer Loch“ spielte sich in Großenwörden zu Zeiten des Dreißigjährigen Krieges ab.

Der Ort liegt an der Deutschen Fährstraße.

## Persönlichkeiten
Der Pomologe Eckart Brandt lebt und arbeitet in Großenwörden. Die Travestiekünstlerin Lilo Wanders wohnt ebenfalls hier.